# Jaime García-Herranz Camps
Jaime García-Herranz Camps (València, 21 d'octubre de 1902 - Mora de Rubielos, 14 d'agost de 1966) va ser un guionista de cinema valencià. Actor ocasional i autor teatral, va ser un dels fundadors en 1952 de la Cooperativa de Cinema de Madrid.

## Filmografia
- La cesta (1965)
- El señor de La Salle (1964)
- Isidro el labrador (1964)
- Piedra de toque (1963)
- Dos años de vacaciones (1962)
- Fray Escoba (1961)
- Bello recuerdo (1961)
- Un americano en Toledo (1960)
- Don Lucio y el hermano Pío (1960)
- Un rayo de luz (1960)
- Bajo el cielo andaluz (1960)
- Un ángel tuvo la culpa (1960)
- Molokai, la isla maldita (1959)
- El ruiseñor de las cumbres (1958)
- El sol sale todos los días (1958)
- Ángeles sin cielo (1957)
- Orgullo (1955)
- Tres eran tres (1955)
- Brindis al cielo (1954)
- Cerca de la ciudad (1952)
- Truhanes de honor (1950)
- Tres ladrones en la casa (1950)
- Misión blanca (1946)
- ¡A mí la legión! (1942)

## Premis
Medalles del Cercle d'Escriptors Cinematogràfics
| Any  | Categoria   | Pel·lícula     | Resultat  |
| ---- | ----------- | -------------- | --------- |
| 1954 | Millor guió | Tres eran tres | Guanyador |
| 1959 | Millor guió | Molokai        | Guanyador |
| 1961 | Millor guió | Fray Escoba    | Guanyador |

- 1952/53 - Premi Nacional de guions del Sindicat Nacional de l'Espectacle en la temporada per Orgullo[6]